# フィードバック奏法
フィードバック奏法（フィードバックそうほう）とは、エレクトリックギターを演奏する際、フィードバックによって生じる発振音（ノイズ）を、楽音として積極的に取り入れる奏法をいう。単に「フィードバック」と称することも多い。本来はギターが発していない「キーン」、「ギーン」、「ヒューッ」といった音が生じる。一種の効果音でありハードロックやヘヴィメタルなどで特に多用される。
本来は演奏に有害であるとされる場合もあり、いわゆるノイズミュージックにも用いられるテクニックである。
近年ではフェルナンデスのサスティナーの様に、小音量でもフィードバックを得られる(ギターの内部でフィードバックと同様の効果を発生させる)デバイスが開発される等、フィードバックの更なる音楽的な進化が続いている。

## 電気弦楽器におけるフィードバック
エレクトリックギターやエレクトリックベースなどの電気弦楽器は、楽器単体で弦振動を演奏音へ増幅する機構を持たず、ピックアップにて弦振動を電気信号に変え、シールド線で接続されたアンプで増幅後、アンプに内蔵されたスピーカーから演奏音を発音する。フィードバックの発生原理は次の2種類がある。
音（空気振動）を介するフィードバック
スピーカーの演奏音>楽器の胴や弦への共振>アンプでの増幅>スピーカーの演奏音　とのフィードバックループを辿る。原理はマイクロフォンで起きるハウリングと似ているが、エレクトリックギターのピックアップは空気の振動を拾うものではないので、実際はスピーカーから出力された演奏音が弦を共振させることにより起こる。その結果、弦振動の持続音の状態となることが特徴的である。したがってソリッドギターよりも、胴に共鳴用の空間を持つその他の種類のギターにおいて、より生じやすい。奏法への用法は「音量を上げる」「スピーカー(モニタースピーカー)へ近づく」などが用いられる。
磁気を介するフィードバック
ピックアップおよびスピーカーは磁気を利用しており、互いを近付けることで電磁誘導の一種である電磁結合が起こりフィードバックループが形成される。スピーカーのボイスコイルからの漏洩磁束>ピックアップコイルへの電磁結合>正相信号の励起>アンプでの発振>スピーカーボイスコイルへの電流　とのフィードバックループを辿る。マイクロフォンで起きるハウリングとは発生原理が異なる。弦や空気などの物理的な振動を介さないため、弦を張っていない楽器でも発生する。奏法への用法は「ピックアップをスピーカーに正対させる」などがある。ハムノイズを防ぐために正相信号の励起を抑止したハムバッキングピックアップでは、この原理によるフィードバックも起きにくい。
いずれの発生原理も奏法への用法は明確に区別されておらず、実際のフィードバックも二つの発生原理の複合によって生じるが、磁気によるフィードバック音は弦振動を止めても持続するため、奏法によってはフィードバック途中にその音質を変えることができる。
なおエレクトリックベースでも原理的には発生するが、奏法として用いられることは少ない。

## 発祥
ギターで使われる高音のフィードバック奏法は、イギリスのロックバンドであるザ・フーのギタリスト、ピート・タウンゼントがはじめて行ったというのが通説のひとつである。
ただしタウンゼント以前にも、アメリカのジャズやブルースのミュージシャンがフィードバックを使用していたという話もある。
フィードバック奏法の名手と言われるジミ・ヘンドリックスは、母国アメリカでの下積み時代からフィードバックを使用していたと言われるが、その当時まだザ・フーはレコードデビューしておらず、ヘンドリックスがザ・フーのサウンドを聴いていた可能性は非常に低い。
'60年代にはガボール・ザボとキース・レルフがフィードバック奏法の発明者として有名だったこともある。
ローリング・ストーンズもセカンドシングル、「彼氏になりたい」のB面「STONED」でフィードバックを取り入れている。
元ビートルズのジョン・レノンは「俺達はフーやヘンドリックスより前からフィードバックをやっていた」と語っている。